# Stefan Filipov
Pour les articles homonymes, voir Filipov.
Stefan Filipov (en bulgare : Стефан Филипов), né le 8 janvier 1943, Sofia, en Bulgarie, est un ancien joueur bulgare de basket-ball.